# Gabriele Becker
Gabriele Becker, född den 17 augusti 1975, är en tysk före detta friidrottare som tävlade i kortdistanslöpning.
Beckers främsta merit är bronsmedaljen vid VM 1995 som en del av det tyska stafettlaget på 4 x 100 meter. Laget som förutom Becker bestod av Melanie Paschke, Silke Lichtenhagen och Silke Knoll slutade trea bakom USA och Jamaica.

## Personliga rekord
- 100 meter - 11,54 från 1995